# Vienne-le-Château

Vienne-le-Château este o comună în departamentul Marne, Franța. În 2009 avea o populație de 569 de locuitori.